# Lene Nielsen
Lene Nielsen (ur. 31 sierpnia 1986 w Hvidovre) – duńska curlerka, reprezentowała kraj na Zimowych Igrzyskach Olimpijskich 2006 i 2014. Aktualnie jest kapitanem zespołu z Hvidovre Curling Club.
Nielsen w curling zaczęła grać w 1998, a na arenie międzynarodowej zadebiutowała w 2004. Jako rezerwowa wygrała MŚJ Grupy B, a we właściwych zajęła 4. miejsce. Wystąpiła w 6 meczach i została wybrana do zespołu All-Star na pozycji drugiej. Rok później grała jako druga w zespole Madeleine Dupont, Dunki dotarły do małego finału, gdzie przegrały 4:6 na rzecz Kanadyjek (Andrea Kelly). W 2006 Lene objęła funkcję kapitana i w meczu o brąz Mistrzostw Świata Juniorów pokonała 8:4 Szwajcarię (Michèle Jäggi).
W 2004 Nielsen zadebiutowała także w MŚ i ME, w obydwu turniejach występowała jako rezerwowa,. Wystąpiła łącznie w 14 spotkaniach, a Danię sklasyfikowano na 8. pozycji. W 2005 uczestniczyła w Zimowych Europejskim Festiwalu Młodzieży, reprezentacja Danii z Madeleine Dupont w roli skipa zdobyła srebrne medale przegrywając z gospodyniami (Michèle Jäggi). Podczas Mistrzostw Świata Dunki wygrały zaledwie 3 mecze i uplasowały się na 10. miejscu. W następnym sezonie Lene dołączyła do zespołu Dorthe Holm i uczestniczyła pod koniec roku w Mistrzostwach Europy. Po barażu ze Szkocją (Rhona Martin) ekipa z Hvidovre awansowała do fazy finałowej. W półfinale uległa 4:6 Szwedkom (Anette Norberg) jednak wywalczyła brązowe medale w meczu przeciwko Norwegii (Dordi Nordby). Drużyna ta stanowiła również reprezentację Danii na Zimowe Igrzyska Olimpijskie 2006. Z dwoma wygranymi i siedmioma porażkami Dania zajęła 8. miejsce.
Od sezonu 2007/2008 Lene Nielsen objęła funkcję kapitana i  w Mistrzostwach Europy 2007 stanęła na najniższym stopniu podium. Po kilku latach dominacji połączonego zespołu sióstr Dupont i Jensen Nielsen na arenę międzynarodową powróciła w ME 2010 zajmując 5. lokatę. W 2011 jej drużyna wystąpiła zarówno w MŚ jak i ME, w dwóch imprezach awansowała do play-offów jednak ostatecznie zajęła 4. miejsce. We wcześniejszym turnieju Dunki były gospodyniami, w fazie finałowej przegrały mecze z Kanadą (Amber Holland) i Chinami (Wang Bingyu). W grudniu zaś do fazy play-off Dunki zakwalifikowały się z 2. miejsca w Round Robin, jednak przegrały kolejne mecze ze Szwecją (Margaretha Sigfridsson), Szkocją (Eve Muirhead) i Rosją (Anna Sidorowa). Gorszy występ Nielsen odnotowała podczas MŚ 2012, gdzie Dunki wygrywając 5 spotkań zajęły 8. miejsce. W kolejnych ME Dunki dowodzone przez Nielsen ponownie uplasowały się tuż za podium. By awansować do rundy finałowej musiały rozegrać baraż ze Szwajcarkami (Mirjam Ott), przegrały natomiast późniejsze mecze przeciwko Rosji (Anna Sidorowa) i Szwecji (Margaretha Sigfridsson).
Podczas Mistrzostw Świata 2013 Dunki wygrały cztery z jedenastu spotkań i podobnie jak rok wcześniej zostały sklasyfikowane na ósmym miejscu. Łącznie w kwalifikacjach do Zimowych Igrzysk Olimpijskich 2014 zdobyły 10 punktów, co bezpośrednio zapewniło im występ w Soczi. Zespół z Hvidovre po pokonaniu w barażu Rosjanek (Anna Sidorowa) awansował do fazy finałowej Mistrzostw Europy 2013. Reprezentantki Danii przegrały jednak dwa następne spotkania przeciwko Szwecji (Margaretha Sigfridsson) i Szwajcarii (Mirjam Ott), zostały sklasyfikowane tuż za podium. Podczas turnieju olimpijskiego reprezentantki Danii spełniły swoje założenia i uplasowały się na 6. miejscu, w fazie grupowej wygrały 4 mecze, przegrały zaś 5. Nielsen była chorążym reprezentacji.
W nowym okresie międzyolimpijskim nastąpiły zmiany w składzie drużyny Lene Nielsen, do zespołu dołączyła Stephanie Risdal i Charlotte Clemmensen. Zespół w finale Mistrzostw Danii 2014 pokonał Madeleine Dupont i reprezentował kraj na ME 2014. Dunki awansowały do fazy finałowej zawodów rozgrywanych w Champéry, w dolnym meczu Page play-off pokonały 8:3 zawodniczki ze Szkocji (Eve Muirhead). W półfinale lepsze okazały się być wynikiem 9:4 Rosjanki (Anna Sidorowa). Dunki o 3. miejsce walczyły ponownie ze Szkotkami, tym razem to przeciwniczki zwyciężyły 8:4. W późniejszych Mistrzostwach Świata 2015 Nielsen zajęła 8. miejsce.
Nielsen studiowała w Copenhagen Business School.

## Drużyna
|           | Czwarta          | Trzecia          | Druga             | Otwierająca          |
| --------- | ---------------- | ---------------- | ----------------- | -------------------- |
| 2014/2015 | Lene Nielsen     | Stephanie Risdal | Jeanne Ellegaard  | Charlotte Clemmensen |
| 2010/2014 | Lene Nielsen     | Helle Simonsen   | Jeanne Ellegaard  | Maria Poulsen        |
| 2007/2008 | Lene Nielsen     | Helle Simonsen   | Camilla Jørgensen | Maria Poulsen        |
| 2005/2006 | Dorthe Holm      | Denise Dupont    | Lene Nielsen      | Malene Krause        |
| 2004/2005 | Madeleine Dupont | Denise Dupont    | Lene Nielsen      | Maria Poulsen        |

| Juniorki  | Czwarta          | Trzecia        | Druga             | Otwierająca   |
| --------- | ---------------- | -------------- | ----------------- | ------------- |
| 2005/2006 | Lene Nielsen     | Helle Simonsen | Camilla Jørgensen | Maria Poulsen |
| 2004/2005 | Madeleine Dupont | Denise Dupont  | Lene Nielsen      | Maria Poulsen |